# Marvin Seidel
Marvin Emil Seidel (* 9. November 1995 in Dudweiler) ist ein deutscher Badmintonspieler.

## Karriere
Marvin Seidel nahm 2012 und 2013 an den Badminton-Juniorenweltmeisterschaften teil. Er siegte bei den Belgian Juniors 2013 und den Dutch Juniors 2014. 2015 siegte er bei den Spanish International, 2017 bei den St. Petersburg White Nights, 2018 bei den French International, 2019 in Aserbaidschan. Im letztgenannten Jahr wurde er auch erstmals deutscher Meister. 2021 qualifizierte er sich für die Olympischen Sommerspiele des gleichen Jahres. Ende April 2022 gewann er mit seinem Doppelpartner Mark Lamsfuß den Europameistertitel im Herrendoppel mit einem 2-Satz-Sieg gegen das schottische Paar Alexander Dunn und Adam Hall (21:17, 21:16).
Im Jahr 2024 trat er mit Lamsfuß zu den Olympischen Sommerspielen in Paris an. Aufgrund einer Knieverletzung von Lamsfuß beendete das Duo die Teilnahme vor dem zweiten Match.

## Sportliche Erfolge
| Saison    | Veranstaltung                     | Disziplin | Platz | Name                               |
| --------- | --------------------------------- | --------- | ----- | ---------------------------------- |
| 2009/2010 | Deutsche Meisterschaft U15        | XD        | 3     | Marvin Seidel / Linda Efler        |
| 2009/2010 | Deutsche Meisterschaft U15        | MS        | 3     | Marvin Seidel                      |
| 2009/2010 | Deutsche Meisterschaft U15        | MD        | 3     | Daniel Müller / Marvin Seidel      |
| 2011      | European Junior Championships     | XD        | 3     | Marvin Seidel / Linda Efler        |
| 2011/2012 | Deutsche Meisterschaft U17        | XD        | 2     | Marvin Seidel / Linda Efler        |
| 2011/2012 | Deutsche Meisterschaft U17        | MD        | 3     | Lars Schänzler / Marvin Seidel     |
| 2012/2013 | Deutsche Meisterschaft U19        | XD        | 3     | Marvin Seidel / Lara Käpplein      |
| 2012/2013 | Deutsche Meisterschaft U19        | MD        | 2     | Johannes Pistorius / Marvin Seidel |
| 2013      | Croatian Junior International     | XD        | 1     | Marvin Seidel / Yvonne Li          |
| 2013      | Belgian Junior International      | MD        | 1     | Johannes Pistorius / Marvin Seidel |
| 2013      | Bulgaria Junior International     | XD        | 1     | Marvin Seidel / Yvonne Li          |
| 2013      | European Junior Championships U19 | MD        | 3     | Johannes Pistorius / Marvin Seidel |
| 2013      | Croatian Junior International     | MD        | 1     | Johannes Pistorius / Marvin Seidel |
| 2013      | Bulgaria Junior International     | MD        | 1     | Johannes Pistorius / Marvin Seidel |
| 2013      | Slovenia International            | MD        | 3     | Johannes Pistorius / Marvin Seidel |
| 2013/2014 | Deutsche Meisterschaft U19        | MD        | 2     | Johannes Pistorius / Marvin Seidel |
| 2013/2014 | Deutsche Meisterschaft U19        | XD        | 2     | Marvin Seidel / Lara Käpplein      |
| 2013/2014 | Deutsche Meisterschaft U22        | MD        | 3     | Johannes Pistorius / Marvin Seidel |
| 2013/2014 | Deutsche Meisterschaft U22        | XD        | 3     | Marvin Seidel / Lara Käpplein      |
| 2014      | Estonian International            | MD        | 3     | Johannes Pistorius / Marvin Seidel |
| 2014      | German Junior International       | MD        | 3     | Johannes Pistorius / Marvin Seidel |
| 2014      | Dutch Junior International        | MD        | 1     | Johannes Pistorius / Marvin Seidel |
| 2015      | Dutch International               | MD        | 2     | Johannes Pistorius / Marvin Seidel |
| 2015      | Slovenia International            | MD        | 2     | Johannes Pistorius / Marvin Seidel |
| 2015      | Slovenia International            | XD        | 3     | Marvin Seidel / Linda Efler        |
| 2015      | Irish Open 2015                   | MD        | 3     | Mark Lamsfuß / Marvin Seidel       |
| 2015      | Spanish International             | MD        | 3     | Johannes Pistorius / Marvin Seidel |
| 2015      | Romania International             | XD        | 3     | Marvin Seidel / Linda Efler        |
| 2015      | Spanish International             | XD        | 1     | Marvin Seidel / Linda Efler        |
| 2015      | Dutch International               | XD        | 3     | Marvin Seidel / Linda Efler        |
| 2016      | Dutch Open                        | XD        | 3     | Marvin Seidel / Birgit Michels     |
| 2016      | French International              | XD        | 3     | Marvin Seidel / Linda Efler        |
| 2016      | Dutch Open                        | XD        | 3     | Marvin Seidel / Birgit Michels     |
| 2016      | Irish Open                        | XD        | 3     | Marvin Seidel / Linda Efler        |
| 2016      | Deutsche Meisterschaft            | XD        | 3     | Marvin Seidel / Linda Efler        |
| 2016      | Deutsche Meisterschaft            | MD        | 2     | Mark Lamsfuß / Marvin Seidel       |
| 2017      | Deutsche Meisterschaft            | XD        | 3     | Marvin Seidel / Linda Efler        |
| 2017      | Korea Open                        | XD        | 3     | Marvin Seidel / Linda Efler        |
| 2017      | St. Petersburg White Nights       | MD        | 1     | Mark Lamsfuß / Marvin Seidel       |
| 2017      | Deutsche Meisterschaft            | MD        | 2     | Mark Lamsfuß / Marvin Seidel       |
| 2017      | Juniorenweltmeisterschaft         | MD        | 17    | Mark Lamsfuß / Marvin Seidel       |
| 2017      | St. Petersburg White Nights 2017  | XD        | 1     | Marvin Seidel / Linda Efler        |
| 2018      | All England 2018                  | MD        | 17    | Mark Lamsfuß / Marvin Seidel       |
| 2018      | Scottish Open 2018                | MD        | 3     | Mark Lamsfuß / Marvin Seidel       |
| 2018      | Juniorenweltmeisterschaft 2018    | XD        | 17    | Marvin Seidel / Linda Efler        |
| 2018      | French International              | MD        | 1     | Mark Lamsfuß / Marvin Seidel       |
| 2018      | US Open 2018                      | XD        | 2     | Marvin Seidel / Linda Efler        |
| 2018      | All England                       | XD        | 17    | Marvin Seidel / Linda Efler        |
| 2018      | Deutsche Meisterschaft            | XD        | 3     | Marvin Seidel / Linda Efler        |
| 2018      | Deutsche Meisterschaft            | MD        | 3     | Marvin Seidel / Max Weißkirchen    |
| 2018      | Juniorenweltmeisterschaft         | MD        | 17    | Mark Lamsfuß / Marvin Seidel       |
| 2019      | Deutsche Meisterschaft            | XD        | 1     | Marvin Seidel / Linda Efler        |
| 2019      | Deutsche Meisterschaft            | MD        | 1     | Marvin Seidel / Max Weißkirchen    |
| 2019      | Azerbaijan International          | MD        | 1     | Mark Lamsfuß / Marvin Seidel       |
| 2019      | Azerbaijan International          | XD        | 3     | Marvin Seidel / Linda Efler        |
| 2019      | All England                       | MD        | 5     | Mark Lamsfuß / Marvin Seidel       |
| 2019      | All England                       | XD        | 17    | Marvin Seidel / Linda Efler        |
| 2020      | All England                       | MD        | 17    | Mark Lamsfuß / Marvin Seidel       |
| 2021      | All England                       | MD        | 17    | Mark Lamsfuß / Marvin Seidel       |
| 2025      | Deutsche Meisterschaft            | MD        | 1     | Marvin Seidel / Daniel Hess        |

## Privates
Seidel ist mit seiner Frau Katrin verheiratet. Am 1. August 2025 wurden sie Eltern von Zwillingen. Die Tochter starb vier Tage später, am 5. August und der Sohn starb nach fünf Tagen am 6. August 2025.